# Brigitte Coppin
Pour les articles homonymes, voir Coppin.

Brigitte Coppin, née le 14 juin 1955 en Normandie, est une auteure française pour la jeunesse dont la production est consacrée à l’histoire.

## Biographie
Brigitte Coppin aime depuis l’enfance la mer et les bateaux mais aussi l'histoire, en particulier le Moyen Âge et le temps des Grandes découvertes.
En 1984, après des études de langues, une maîtrise d’architecture médiévale et un peu de journalisme, elle commence à écrire pour l’édition jeunesse.
Elle a publié plus de cent livres : romans, récits, documentaires, docus-fictions et traductions chez Gallimard, Flammarion, Casterman, Éditions Fleurus, Nathan (…) Par exemple, certains de ses ouvrages traitent de la vie au Moyen Âge, de la Renaissance, des pirates ou encore des navigateurs.

## Publications
- Albi, quelle histoire !, Éditions Édite-moi, 2023
- À la Renaissance..., Éditions du Cabardès, 2023
- Maxi cherche et trouve. Les dinosaures, le Moyen Âge, la ville, le corps humain, le sport, l'art, Éditions Fleurus, 2021
- Les plus beaux récits des Chevaliers de la Table ronde, Éditions Auzou, 2021
- Récits des châteaux de la Loire, Flammarion Jeunesse, 2021
- Les grands explorateurs, Éditions Fleurus, coll. La grande imagerie, 2020
- Le Moyen Âge, Éditions Fleurus coll. Tout savoir sur, 2020
- Anna, prisonnière de la peste, Éditions du Cabardès, 2020
- Le Quai des secrets, Flammarion, 2020
- Magellan, Le premier tour du monde en 1080 jours, Éditions Fleurus coll. Story doc, 2019
- Moyen Âge, Éditions Fleurus coll. Docu DYS, 2019
- Les pirates, Éditions Fleurus coll. Mes docu-blocks, 2018
- Audacieux Explorateurs. Ils ont osé aller vers l'inconnu !, Éditions Fleurus coll. Portrait de, 2018
- Le château fort, Éditions Fleurus coll. Voir avec un drone, 2018
- Les inventions, avec François Foyard, Éditions Fleurus coll.Tout en frises, 2017.
- Le château fort, Éditions Fleurus coll. Sésame ! Mon docu dépliant, 2017
- Reines et princesses, Éditions Fleurus coll. Mon carnet de l’Histoire, 2017
- L'Histoire de France, Éditions Fleurus coll. Tout en frises, 2016
- Un château et sa ville au Moyen Âge, Éditions Ouest-France coll. , 2016
- L’histoire de France, Éditions Fleurus coll. Labyrinthes, 2016
- La mort parle tout bas. Jeanne de Langallec à la cour de François 1er, Éditions Scrineo coll. , 2015
- Un tournoi au Moyen Âge, Éditions Fleurus coll. Histoires de jouer, 2015
- Le collier de fer, Roman Je Bouquine, Bayard Presse, avril 2015
- Au temps du Moyen Âge, Éditions Fleurus coll. Cherche et trouve, 2015
- Vivre dans un château fort, Gallimard Jeunesse Jeunesse coll. Le monde animé, 2014
- Pirates, un livre + une maquette, Éditions Fleurus, 2014
- Vivre au Moyen Âge, Flammarion Castor Doc, 2014
- Les yeux du jaguar, Éditions Scrineo, 2014
- Fêtes et jeux au Moyen Âge, Éditions Équinoxe coll. Carré Médiéval, 2014
- La reine Margot, Éditions Belin coll. {Avant de devenir…}, 2012
- Le Moyen Âge, (livre +DVD), Fleurus coll. Voir 6-9 ans, 2012
- Parle-moi d’Albi, Dix histoires à lire et à raconter, Éditions Grand Sud, 2012
- La demoiselle sans visage, Folio junior, Gallimard Jeunesse, 2012
- Les châteaux forts, Documentaire 3-6ans, Mango, 2011
- Les prisonniers de la peste, Roman Je Bouquine, Bayard Presse, octobre 2011
- Un château entre guerre et paix, Illustrations de Christian Jégou, Fleurus, 2010
- Le Château des Poulfenc, Tome 3 : La mort du diable, Flammarion Jeunesse, 2010
- Le Château des Poulfenc, Tome 2 : L’heure de la revanche, Flammarion, 2009
- Le Château des Poulfenc, Tome 1 : Les morsures de la nuit, Flammarion, 2008
- Au temps de François 1er, Journal d’Anne de Cormes, 1515, Gallimard Jeunesse, 2008
- Corsaires et pirates, (livre +DVD), Fleurus, 2007
- La Vie des chevaliers (réédition livre +DVD), Fleurus, 2007
- En garde, Robin (ouvrage collectif), Fleurus, 2000
- La Peste, histoire d’une épidémie, Gallimard Jeunesse, 2006
- Dico des grandes découvertes, La Martinière Jeunesse, 2006
- Le Chevalier à la plume, Casterman, 2006
- Les Aventures de Renart le goupil, Tourbillon, 2006
- 11 récits de châteaux de la Loire, Flammarion, 2006
- La Renaissance, voyage dans l’Europe des XVe et XVIe siècles, Autrement Jeunesse, 2005
- La vie des enfants au temps des grandes découvertes, Éditions du Sorbier, 2005
- Pendant la guerre de Cent Ans, Journal de Jeanne Letourneur, 1418, Gallimard Jeunesse, 2005
- À la découverte du Moyen Âge, Castor Doc Flammarion, 2005
- Les Animaux fantastiques, Nathan, 2005 (réédition)
- Rois et reines de France, Nathan, 2005
- Dictionnaire des rois et reines de France, en collaboration avec Dominique Joly, Casterman, 2004
- Au temps des châteaux forts, Arnaud, Coucy, 1390, Gallimard Jeunesse, 2004
- Moyen Âge, en collaboration avec Dominique Joly, coll. Encyclopédie Junior, Fleurus, 2004
- Les Fabuleuses Histoires d’Ulysse, Tourbillon, 2003
- La Route des tempêtes, (suite du Quai des Secrets) Flammarion Jeunesse, 2002
- Vivre dans un château fort, Gallimard Jeunesse, 2002
- Atlas des châteaux forts, Casterman, 2001
- Léonard et cinq génies de la Renaissance, Flammarion, 2001
- 17 récits de pirates et de corsaires, Flammarion, 2000
- Le Chevalier maudit (ouvrage collectif), Fleurus, 2000
- Mousquetaire malgré lui (ouvrage collectif), Fleurus, 2000
- Rêves de futur “l’An 2000 n’est plus ce qu’il était !”, Nathan, 1999
- Atlas des rois de France, en collaboration avec Nathalie Bailleux, Casterman, 1998
- Aliénor d’Aquitaine, une reine à l’aventure, Flammarion Jeunesse, 1998
- 16 contes de loups, Flammarion, 1998
- Atlas des villes du monde, en collaboration avec Dominique Joly, Casterman, coll. Les grands atlas, 1994
- Histoires d’écritures, Gallimard Jeunesse, 1992
- Moi, Aliénor, Casterman, 1991
- La Boussole, Casterman, 1991
- Le Stylo-plume, Casterman, 1991
- Des ailes, des roues, des voiles : les transports, Gallimard Jeunesse, 1991
- De découvertes en inventions, Gallimard Jeunesse, 1991
- Vivre au temps jadis, Gallimard Jeunesse, 1990
- Un mètre, trois pieds, mille mesures, Gallimard Jeunesse, 1989
- L’an mil, en collaboration avec Jean-Dominique de La Rochefoucauld, Casterman, 1989
- Les Grandes Découvertes, Casterman, 1988
- Dictionnaire de l’histoire de France, ouvrage collectif sous la direction de Michel Pierre, Casterman, 1987
- Pierre après pierre, la cathédrale, Gallimard Jeunesse, 1983

## Traductions
- Le Siège du château fort, Gallimard Jeunesse, 1999
- Le Livre à remonter le temps, Casterman, 1997
- Vivre au Moyen Âge, Gallimard Jeunesse, 1996
- Les batailles de l’histoire (Texte original de Richard Holmes), Gallimard Jeunesse, 1995
- Le temps des châteaux forts (Texte original de Christopher Gravett), Gallimard Jeunesse, 1994
- À l’assaut d’un château fort (Texte original de Richard Platt), Gallimard Jeunesse, 1994
- Les Vikings, Marco Polo, Magellan, Christophe Colomb, Cook, Livingstone, Amundsen, Vasco de Gama, Jacques Cartier, Collection Explorateurs et Aventuriers (Textes originaux de Richard Humble), Hachette Livre, 1991-1993